# Leen Vente
Leendert Roelof Jan "Leen" Vente (ur. 14 maja 1911 roku w Rotterdamie, zm. 9 listopada 1989) – holenderski piłkarz grający na pozycji napastnika. Uważany za jednego z najlepszych zawodników w historii futbolu w Holandii. W reprezentacji Holandii, w której barwach występował w latach 1933–1940, w 21 meczach strzelił 19 goli. Przez większą część piłkarskiej kariery był zawodnikiem Feyenoordu, z którym trzykrotnie zdobył mistrzostwo kraju.

## Sukcesy piłkarskie
- mistrzostwo Holandii 1936, 1938 i 1940 z Feyenoordem Rotterdam

W barwach Feyenoordu Rotterdam rozegrał 82 mecze i strzelił 65 goli.
W reprezentacji Holandii od 1933 do 1940 roku rozegrał 21 meczów i strzelił 19 goli – uczestnik mistrzostw świata 1934 (runda grupowa) i 1938 (runda grupowa).